# Kérdő mondat
A nyelvtanban a kérdő mondat olyan mondat, amely kommunikációs szándéka szerint információt kér, ellentétben ezen kritérium szerint megállapított más mondattípusokkal: a kijelentő mondattal, amely információt ad, és a felszólító mondattal, amely valamire felszólít vagy valamit tilt.

## A kérdő mondat típusai

### Valódi és hamis kérdő mondat
A kérdő mondatot olyan, bizonyos nyelvtől is függő vonások jellemzik, mint a hanglejtése, kérdőszó használata, a szórendje stb. Mégis csak bizonyos ilyen mondatok valóban kérdők, azaz a fenti meghatározásnak megfelelőek, tehát amelyekre a beszélő választ vár. Mások, amelyekre nem vár választ, valójában nem kérdők. Ez a jellegük olykor csak a kontextusból tűnik ki. Ilyenek a szónoki vagy a költői kérdések, például:
- (magyarul) Hát ti mind megőrültetek?[6]
- (angolul) Isn’t that awful? ’Hát nem szörnyű?’;[5]
- (franciául) Est-il possible qu’il ait fait une telle faute ? ’Lehetséges-e, hogy ilyen hibát követett el?’;[7]
- (románul) Cine ar fi crezut așa ceva? ’Ki hitt volna ilyesmit?’;[8]
- (horvátul) Ali ne vidite koliko je kratko vrijeme? ’Hát nem látjátok, hogy milyen rövid az idő?’[9]

### Eldöntendő és kiegészítendő kérdő mondat
Ez a két mondattípus abban különbözik, hogy az egész kérdés tartalma igaz voltának a megerősítését vagy tagadását kéri az állítmánya révén, vagy csak egy bizonyos mondatrész által kifejezett információt kér.

#### Az eldöntendő kérdő mondat
Eldöntendő kérdések elsősorban azok, amelyekre a válasz csak igen, de igen vagy nem lehet, illetve valamelyik ezekhez hasonló jelentésű szó: természetesen, dehogy stb. Ezek a mondatok többféle eszközzel jöhetnek létre, ami az adott nyelvtől is függ.
Az egyik ilyen eszköz a jellegzetes hanglejtés. Egyes nyelvekben ez egyedül is megkülönbözteti a kérdő mondatot a kijelentőtől akármelyik nyelvi regiszterben:
- (magyarul) A boltba ment? vs. A boltba ment;[10]
- (románul) Vei veni? ’Eljössz?’ vs. ’Eljössz’;[4]
- (montenegróiul) Śetili ste se? ’Eszetekbe jutott?’ vs. Śetili ste se ’Eszetekbe jutott’.[11]

A francia nyelvben is megvan ez az eszköz, a szokásos regiszterben és a fesztelenben: Vous savez conduire ? ’Tudtok / Tudnak vezetni?’ vs. Vous savez conduire ’Tudtok / tudnak vezetni’.
Egyes nyelvekben szokásos valamilyen olyan elemmel jelezni a kérdést, amelynek csak grammatikai szerepe van.
- A magyar nyelvben ilyen az -e kérdőszó, amely fakultatív: Elolvastad-e a könyvet?[10]
- Az angolban, amikor az állítmány alakilag egyszerű igeidejű, a kérdést szabályszerűen a do ige vezeti be: Did they arrive at six? ’Hat órakor érkeztek meg?’[13]
- A BHMSz-ben[14] olykor kötelező a li kérdő partikula az állítmány vagy ennek segédigéje után, pl. (szerbül) Mogu li da uđem? ’Bemehetek-e?’,[15] vagy a da li partikula az állítmány előtt: Da li ste videle ovo? ’Látottátok-e / Látták-e ezt?’[16]
- A franciában az est-ce que szócsoport kivonja a kérdést a fesztelen regiszterből, és egyszerűen szokásossá teszi: Est-ce que vous savez conduire ? ’Tudtok-e / Tudnak-e vezetni?’[12]

Vannak egyéb ilyen elemek is, de kevésbé gyakoriak, és jelentésbeli többletet képeznek:
- (magyarul) Vajon szeret-e még engem ? – kételkedés, nyugtalanság;[6]
- (románul) Oare vor veni? ’Vajon eljönnek-e?’ – kételkedés;[4]
- (montenegróiul) Zar se nijesmo tako dogovorili? ’Hát nem így beszéltük meg?’ – csodálkozás vagy elégedetlenség.[11]

Egyes nyelvekben a kérdő mondat megvalósításának eszköze az alany + állítmány vagy ennek segédigéje szórend megfordítása nyomatékosítási változás nélkül.
- Az angolban ezt az összetett igealakok esetében alkalmazzák az alanyra és a segédigére, ez lévén az egyedüli sztenderd eszköz, pl. Are you leaving today? ’Elutazol / Elutazik ma?’ / ’Ma utazol / utazik el?’[13]
- A franciában ez csak választékos regiszteri eszköz: Pourriez-vous m’indiquer le chemin de la gare ? ’Megtudná-e mondani, hogyan jutok a pályaudvarra?’ Ha az alanyt főnév fejezi ki, ezt a neki megfelelő hangsúlytalan személyes névmás kettőzi meg az állítmány után: Le soleil brille-t-il ? ’Süt-e a nap?’ Az összetett igealakok esetében a helycsere az alany és a segédige között történik: A-t-on voté cette fameuse loi ? ’Megszavazták-e azt a híres-nevezetes törvényt?’,[17] Va-t-il partir ? ’El fog-e menni (ő) ?’[18]

Amikor a beszélő csaknem biztos a válaszban, a kérdést kijelentő mondat alakjában teheti fel, amelyhez rövid megerősítést kérő kérdést ad hozzá, olyanokat, mint ugye?, igaz?, nem igaz? stb.:
- (magyarul) Nehezek a gyakorlatok, ugye?;[19]
- (franciául) Vous avez des enfants, n’est-ce pas? ’Vannak gyerekeitek / gyerekeik, ugye?’;[12]
- (románul) Aici e gara, nu-i așa / așa-i / nu? ’Itt van a pályaudvar, nem?’;[20]
- (horvátul) Ne bi škodilo – a ? ’Nem ártana, mi?’;[9]
- (montenegróiul) Svi smo tu, zar ne? ’Mind itt vagyunk, nemde?’[21]

Az angolban az ilyen típusú eldöntendő kérdés nagyon változatos, mivel abban áll, hogy az állítmányt a do ige, illetve a segédige alakjában, és a személyes névmással kifejezett alanyt, illetve a főnévvel kifejezettet a neki megfelelő személyes névmás alakjában megismétlik. Az ige tagadó alakú, ha a kérdés állító, és állító alakú, ha a kérdés tagadó:
You came home late, didn't you? ’Későn jöttetek/jött(ek) haza, nem igaz?’;
You haven't finished, have you? ’Nem fejezted / fejezte / fejeztétek / fejezték be, ugye?’;
The sausages were nice, weren't they? ’Jó volt a kolbász, nem?’
Van az eldöntendő kérdésnek egy olyan altípusa is, amelyre nem lehet igennel vagy nemmel válaszolni. Ez a választó kérdés:
- (magyarul) Sajtos vagy szalámis kenyeret kérsz?;[10]
- (angolul) Is Philip coming today or tomorrow? ’Ma vagy holnap jön Philip?’;[1]
- (franciául) Puis-je compter sur vous ou dois-je m’adresser ailleurs ? ’Számíthatok-e önre, vagy forduljak máshova?’;[7]
- (románul) Vii sau pleci? ’Jössz vagy mész?’[8]

#### A kiegészítendő kérdő mondat
Ez a kérdéstípus abban különbözik a eldöntendőtől, hogy olyan kérdőszó használatos benne, amely arra kérdez, amit a várt válaszban egy bizonyos mondatrésznek kell kifejeznie. A kérdőszó lehet főnévi vagy melléknévi kérdő névmás, valamint kérdő határozószó. Ezek különbözhetnek akkor is, ha ugyanarra a mondatrész-típusra kérdeznek, attól függően, hogy milyen természetű az illető mondatrészt kifejező szó. Ez a mondatrész lehet:
- alany: (magyarul) Melyikőtök jön le velem a pincébe?,[23] (angolul) Who can give me some help? ’Ki tud segíteni nekem?’;[24]
- igei állítmány: (magyarul) Mit csinál most a családod?,[25] (franciául) – Que fait Marie ? – Elle dort. ’– Mit csinál Marie? – Alszik.’;[26]
- névszói állitmány névszói része: (magyarul) Mi ez?,[25] (románul) Ce sunt ei? ’Mik ők?’;[27]
- tárgy: (magyarul) Mit láttál tegnap a színházban?,[25] (montenegróiul) Koga nazvaste lopovom? ’Kit neveztetek/neveztek tolvajnak?’[28]
- határozó: (magyarul) Kinek akarsz ajándékot venni?,[25] (angolul) When are you coming back? ’Mikor jössz / jön / jöttök / jönnek vissza?’;[24]
- jelző: (magyarul) Mekkora kalapra van szüksége?,[25] (szerbül) Kakvu salatu želite? ’Milyen salátát óhajt?’[29]

### Független és függő kérdő mondat
A kérdő mondatokat aszerint osztják fel ezekre a csoportokra, hogy a kérdés közvetlenül, egyszerű mondat alakjában irányul a címzettje felé vagy közvetve, kérdést, nemtudást, tűnődést kifejező igének vagy ilyenből képzett főnévnek alárendelt tagmondat alakjában.

#### A független kérdő mondat
Ilyen kérdő mondat a fentiek mindegyike. Szokásos párbeszédben a független kérdő mondat gyakran tagolatlan és hiányos. A népi és a fesztelen nyelvi regiszterekben kérdő arckifejezéssel társított indulatszó is lehet, például:
- (magyarul) He?;[30]
- (franciául) Hein ?;[31]
- (románul) Ei?, Ha?, Hî?;[8]
- (horvátul) Ha?[32]

A hiányos kiegészítendő kérdés egyes nyelvekben, mint a magyar, a kérdőszóra korlátozódhat, azonban a franciában a legtöbbhöz hozzáadják a ça mutató névmást (alapjelentése ’ez’), pl. Quand ça ? ’Mikor?’, Où ça ? ’Hol?’, Qui ça ? ’Kicsoda?’, Comment ça ? ’Hogyan?’
A független kérdést írásban mindig kérdőjel zárja.

#### A függő kérdő mondat
Az ilyen kérdés mondattani szempontból mindenféle mellékmondat lehet: alanyi, állítmányi, tárgyi, határozói, ritkábban jelzői. Szerkezete és hanglejtése a kijelentő mondatéhoz hasonló.
Az eldöntendő függő kérdő mondat a magyarban az -e szócskával jár. Ez magában is elegendő, de vele együtt a hogy kötőszó is használható: Kérdezd meg, (hogy) van-e még jegy.
A BHMSz-ben két ugyanolyan kérdő partikula egyikének (li vagy da li) kell lennie az ilyen kérdésben, mint a független megfelelőjében: (montenegróiul) Pitaće se jesi li učinio sve što je trebalo ’Meg fogja kérdezni, hogy megtettél-e mindent, amit kellett’, (szerbül) Pitaću prodavca da li ima deterdženta ’Majd megkérdezem az eladótól, hogy van-e mosópor’.
Más nyelvekben a függő eldöntendő kérdő mondatot a ’ha’ alapjelentésű kötőszó vezeti be:
- (angolul) I was wondering if/whether you could give me a lift ’Azon tűnődtem, hogy el tudnál-e / tudnátok-e / tudna-e / tudnának-e vinni engem is’;[37]
- (franciául) La maîtresse a demandé aux enfants s’ils voulaient qu’elle leur lise une histoire ’A tanítónő megkérdezte a gyerekektől, szeretnék-e, hogy felolvasson nekik egy történetet;[38]
- (románul) Te-am întrebat dacă vii mâine ’Azt kérdeztem (tőled), hogy eljössz-e holnap’.[8]

A kiegészítő függő mellékmondatot általában ugyanaz a kérdőszó köti a főmondathoz, amellyel a független megfelelője kezdődik. A magyarban ez együtt járhat a hogy kötőszóval, de a többi itt említett nyelvben nem lehetséges még egy kötőszó használata:
- (magyarul) Az a kérdés, (hogy) hányan lesznek;[34]
- (angolul) We need to know what the rules are ’Szükségünk van tudni, (hogy) mik a szabályok’;[37]
- (franciául) Je voudrais savoir pourquoi vous riez ’Tudni szeretném, (hogy) miért nevettek/nevetnek’;[39]
- (románul) El întreabă cine va reuși și cum se va reuși ’Ő azt kérdezi, (hogy) kinek és hogyan fog sikerülni’;[4]
- (montenegróiul) Pitanje je đe se sad nalazi ’Az a kérdés, hogy hol van most’.[35]

A franciában az élettelennel kifejezett alanyra és tárgyra kérdező névmások alakja valamennyire megváltozik, amikor függő kérdést vezet be:
Qu’est-ce qui se passe ? vagy Que se passe-t-il ? ’Mi történik?’ → Tout le monde se demande ce qui se passe ’Mindenki azt kérdi magában, hogy mi történik’;
Qu’est-ce que tu lis ? vagy Que lis-tu ? ’Mit olvasol?’ → Il voulait savoir ce que je lisais ’Tudni akarta, mit olvasok’.
Egyes nyelvekben ilyen mellékmondat helyett főnévi igenév áll, főleg ha alanya az alaptagjáéval azonos:
- (angolul) Everyone was wondering what to do ’Mindenki azon tűnődött, hogy mit tegyenek’;[41]
- (franciául) Il se demandait quelle décision prendre ’Azon tűnődött, (hogy) milyen határozatot hozzon’;[42]
- (montenegróiul) Pitanje je odakle početi ’A kérdés az, hogy honnan kezdjük el’.[35]